# Sierning
Sierning là một đô thị thuộc huyện Steyr-Land thuộc bang Oberösterreich, Áo. Đô thị Sierning có diện tích 38,2 km², dân số thời điểm năm 2006 là 8984 người.